# Comuna de Szczerców
Szczerców (polaco: Gmina Szczerców) é uma gminy (comuna) na Polónia, na voivodia de Lodz e no condado de Bełchatowski. A sede do condado é a cidade de Szczerców.
De acordo com os censos de 2004, a comuna tem 7567 habitantes, com uma densidade 58,7 hab/km².

## Área
Estende-se por uma área de 128,91 km², incluindo:
- área agrícola: 60%
- área florestal: 29%

## Demografia
Dados de 30 de Junho 2004:
|                      | Total   | Total | Mulheres | Mulheres | Homens  | Homens |
| -------------------- | ------- | ----- | -------- | -------- | ------- | ------ |
|                      | pessoas | %     | pessoas  | %        | pessoas | %      |
| População            | 7567    | 100   | 3845     | 50,8     | 3722    | 49,2   |
| Densidade (pop./km²) | 58,7    | 100   | 29,8     | 29,8     | 28,9    | 28,9   |

De acordo com dados de 2002, o rendimento médio per capita ascendia a 1792,62 zł.

## Subdivisões
- Borowa, Brzezie, Chabielice, Dubie, Grudna, Janówka, Kieruzele, Kuźnica Lubiecka, Lubiec, Magdalenów, Niwy, Osiny, Parchliny-Grabek, Podklucze, Podżar, Polowa-Kościuszki, Rudzisko, Stanisławów Drugi, Stanisławów Pierwszy, Szczercowska Wieś, Szczerców,

Tatar, Zbyszek.

## Comunas vizinhas
- Kleszczów, Kluki, Rusiec, Rząśnia, Sulmierzyce, Widawa, Zelów